# Марко Пасколо
Марко Пасколо (нім. Marco Pascolo, нар. 9 березня 1966, Сьйон) — швейцарський футболіст, що грав на позиції воротаря. По завершенні ігрової кар'єри — футбольний тренер. З 2014 року тренує воротарів молодіжної збірної Швейцарії.
Виступав, зокрема, за клуби «Серветт» та «Цюрих», а також національну збірну Швейцарії.
Чемпіон Швейцарії. Володар Кубка Швейцарії.

## Клубна кар'єра
У дорослому футболі дебютував 1986 року виступами за команду клубу «Сьйон», в якій провів три сезони, взявши участь у 16 матчах чемпіонату.
Протягом 1989—1991 років захищав кольори команди клубу «Ксамакс».
Своєю грою за останню команду привернув увагу представників тренерського штабу клубу «Серветт», до складу якого приєднався 1991 року. Відіграв за женевську команду наступні п'ять сезонів своєї ігрової кар'єри. Більшість часу, проведеного у складі «Серветта», був основним голкіпером команди.
Згодом з 1996 по 1998 рік грав за кордоном у складі команд клубів «Кальярі» та «Ноттінгем Форест».
У 1998 році уклав контракт з клубом «Цюрих», у складі якого провів наступні чотири роки своєї кар'єри гравця. Граючи у складі «Цюриха» також здебільшого виходив на поле в основному складі команди.
Завершив професійну ігрову кар'єру у клубі «Серветт», у складі якого вже виступав раніше. Прийшов до команди 2002 року, захищав її кольори до припинення виступів на професійному рівні у 2003 році.

## Виступи за збірну
У 1992 році дебютував в офіційних матчах у складі національної збірної Швейцарії. Протягом кар'єри у національній команді, яка тривала 10 років, провів у формі головної команди країни 55 матчів.
У складі збірної був учасником чемпіонату світу 1994 року у США, чемпіонату Європи 1996 року в Англії.

## Кар'єра тренера
Розпочав тренерську кар'єру, повернувшись до футболу після невеликої перерви, 2007 року, увійшовши до тренерського штабу клубу «Сьйон», де займався підготовкою воротарів.
З 2012 року займається підготовкою воротарів молодіжної збірної Швейцарії.

## Титули і досягнення
- Чемпіон Швейцарії (1):

«Серветт»: 1993–94
- Володар Кубка Швейцарії (1):

«Цюрих»: 1999–00
- Володар Суперкубка Швейцарії (1):

«Ксамакс»: 1990